# Javier Funcia
Javier Oscar Funcia (n. 17 de abril de 1973, Mercedes, Provincia de Buenos Aires) es un piloto argentino de automovilismo de velocidad. Reconocido a nivel nacional por sus participaciones en categorías de turismo zonal y nacional. Compitió en la divisional TC Mouras de la Asociación Corredores de Turismo Carretera y en el Turismo 4000 Argentino, categoría de la que se supo proclamar campeón en el año 2014 y subcampeón en 2009.
Tuvo previamente participaciones en categorías zonales de su provincia, logrando en ese ámbito tres títulos en las categorías Clase A del TC Regional (1999) y Clase B del TC Bonaerense (2006 y 2007).

## Biografía deportiva
Sus inicios tuvieron lugar en categorías zonales de su provincia, logrando títulos en las categorías TC Regional Clase A, en 1999 y TC Bonaerense Clase B, en 2006 y 2007, todas al comando de unidades con motor y chasis de Chevrolet Master. Estos títulos, le permitieron ingresar al Turismo 4000 Argentino en el año 2008, compitiendo al comando de un Chevrolet Chevy preparado por Carlos Zorzoli y Toto Pereiró y con el que un año más tarde peleó por el campeonato, logrando dos victorias finales y quedándose con el subcampeonato por detrás del eventual campeón Roberto Arrausi. La obtención del subcampeonato 2009, le abrió las puertas en 2010 a la divisional TC Mouras, donde debutó al comando de un Ford Falcon, confiando nuevamente en la preparación de Toto Pereiró, desarrollando 10 competencias y con un 5º puesto como mejor posición. Con esta unidad, se presentó a competir en los años 2011 y 2012, sin resultados de relevancia.
En 2013 retornó al Turismo 4000 Argentino, por primera vez al comando de un Ford Falcon en búsqueda de mayor continuidad deportiva. En 2014 obtuvo su temporada consagratoria dentro del T4000, al obtener por primera vez el título de campeón, logrando además cortar una racha victoriosa de la marca Chevrolet y devolviéndole los laureles a la marca Ford luego de 6 temporadas. A partir de esa temporada, centró todos sus esfuerzos en esta categoría compitiendo siempre al comando de su propio equipo. Al mismo tiempo, fue invitado reiteradas veces competencias especiales de otras categorías argentinas, como así también fue dada a conocer su participación en la Clase A del TC Regional en el año 2018, al comando de un Chevrolet Master y formando tándem con Alejandro Roma.

## Trayectoria
| Año  | Categoría                            | Automóvil        |
| ---- | ------------------------------------ | ---------------- |
| 1999 | Campeón Clase A del TC Regional      | Chevrolet Master |
| 2006 | Campeón Clase B del TC Bonaerense    | Chevrolet Master |
| 2007 | Campeón Clase B del TC Bonaerense    | Chevrolet Master |
| 2008 | Debut en Turismo 4000 Argentino      | Chevrolet Chevy  |
| 2009 | Subcampeón de Turismo 4000 Argentino | Chevrolet Chevy  |
| 2010 | Debut en TC Mouras                   | Ford Falcon      |
| 2011 | TC Mouras                            | Ford Falcon      |
| 2012 | TC Mouras, 5 carreras                | Ford Falcon      |
| 2013 | Turismo 4000 Argentino, 5 carreras   | Ford Falcon      |
| 2014 | Campeón Turismo 4000 Argentino       | Ford Falcon      |
| 2015 | Turismo 4000 Argentino               | Ford Falcon      |
| 2016 | Turismo 4000 Argentino               | Ford Falcon      |
| 2017 | Turismo 4000 Argentino               | Ford Falcon      |
| 2018 | Turismo 4000 Argentino               | Ford Falcon      |
| 2018 | Clase A del TC Regional              | Chevrolet Master |
| 2019 | Turismo 4000 Argentino               | Ford Falcon      |
| 2019 | Clase A del TC Regional              | Chevrolet Master |
| 2020 | Turismo 4000 Argentino               | Ford Falcon      |

- [8]

## Palmarés
| Título  | Categoría                 | Automóvil        | Año  |
| ------- | ------------------------- | ---------------- | ---- |
| Campeón | Clase A del TC Regional   | Chevrolet Master | 1999 |
| Campeón | Clase B del TC Bonaerense | Chevrolet Master | 2006 |
| Campeón | Clase B del TC Bonaerense | Chevrolet Master | 2007 |
| Campeón | Turismo 4000 Argentino    | Ford Falcon      | 2014 |

### Otras distinciones
| Título     | Categoría              | Automóvil       | Año  |
| ---------- | ---------------------- | --------------- | ---- |
| Subcampeón | Turismo 4000 Argentino | Chevrolet Chevy | 2009 |